# Хуррамбахор
Хуррамбахор (тадж. Хуррамбаҳор; до 2024 года — Мехргон) — село в Хатлонской области Республики Таджикистан. 
Входит в состав джамоата (сельской общины) им. Худойназара Холматова Шахритусского района.
Находится на расстоянии 2 км от райцентра (пгт. Шахритус) и 2 км от центра джамоата (село Кахрамон).
Название села означает «цветущая весна».
Прежнее название — Парижская Коммуна. 
Население — 1290 чел. (2017).